# Dangerous Curves (álbum)
Dangerous Curves es el quinto álbum de estudio de la guitarrista/vocalista estadounidense Lita Ford, lanzado en 1991. Aunque sus sencillos lograron radiodifusión y sus videoclips rotaron en el canal MTV, el álbum no fue tan exitoso como su predecesor, debido a que los gustos musicales estaban empezando a inclinarse por el rock alternativo y el grunge a finales de 1991.

## Lista de canciones

### Lado A
1. "Larger Than Life" (Michael Dan Ehmig, Lita Ford, Myron Grombacher) – 3:53
2. "What Do Ya Know About Love?" (Randy Cantor, Michael Caruso, Cal Curtis) – 3:52
3. "Shot of Poison" (Ford, Grombacher, Jim Vallance) – 3:31
4. "Bad Love" (Ehmig, David Ezrin, Ford, Joe Taylor) – 4:20
5. "Playin' with Fire" (Ehmig, Ford, Vallance) – 4:08

### Lado B
1. "Hellbound Train" (Ehmig, Ezrin, Ford, Grombacher, Kevin Savigar) – 6:06
2. "Black Widow" (Ehmig, Ezrin, Ford, Taylor) – 3:30
3. "Little Too Early" (Rick Blakemore, Al Pitrelli, Joe Lynn Turner) – 2:58
4. "Holy Man" (Ehmig, Ford) – 4:42
5. "Tambourine Dream" (Ehmig, Ford, Grombacher) – 4:53
6. "Little Black Spider" (Ford) – 1:46

## Personal
- Lita Ford - voz, guitarra
- Joe Taylor - guitarra
- David Ezrin - teclados
- Matt Bissonette - bajo
- Myron Grombacher - batería

### Músicos invitados
- Jeff Scott Soto, Debbie Holiday, Joe Lynn Turner, Michael Caruso, Anne Marie Hunter - coros